# Dismember (album)
Dismember – ósmy album studyjny szwedzkiej grupy deathmetalowej Dismember. Wydawnictwo ukazało się 1 kwietnia 2008 roku nakładem wytwórni muzycznej Regain Records. Płyta została wyprodukowana przez Nico Elgstranda, który współpracował z takimi grupami jak Murder Squad, Krux czy Merciless. W ramach promocji w lipcu 2008 roku zespół odbył trasę koncertową w Australii. Natomiast w sierpniu grupa dała szereg koncertów w Ameryce Południowej.

## Lista utworów
Opracowano na podstawie materiału źródłowego.
1. "Death Conquers All" (sł. Martin Persson, muz. David Blomqvist, Tobias Cristiansson) - 3:48
2. "Europa Burns" (sł. Matti Kärki, muz. David Blomqvist, Tobias Cristiansson) - 3:33
3. "Under A Bloodred Sky" (sł. Matti Kärki, Tobias Cristiansson, muz. David Blomqvist, Tobias Cristiansson) - 5:24
4. "The Hills Have Eyes" (sł. Matti Kärki, muz. David Blomqvist, Martin Persson, Tobias Cristiansson) - 3:15
5. "Legion" (sł. Matti Kärki, muz. Martin Persson) - 3:22
6. "Tide of Blood" (sł. Matti Kärki, muz. David Blomqvist, Martin Persson) - 3:35
7. "Combat Fatigue" (sł. Matti Kärki, muz. David Blomqvist) - 2:29
8. "No Honor In Death" (sł. David Blomqvist, Fred Estby, muz. David Blomqvist, Tobias Cristiansson) - 3:07
9. "To End It All" (sł. Matti Kärki, muz. Matti Kärki, David Blomqvist, Fred Estby) - 3:51
10. "Dark Depth" (sł. Matti Kärki, muz. David Blomqvist, Martin Persson, Tobias Cristiansson) - 3:48
11. "Black Sun" (sł. Matti Kärki, muz. David Blomqvist, Martin Persson, Tobias Cristiansson) - 6:24

## Twórcy
Opracowano na podstawie materiału źródłowego.
| - Matti Kärki - śpiew - David Blomqvist - gitara prowadząca - Martin Persson - gitara rytmiczna - Tobias Christiansson - gitara basowa | - Thomas Daun - perkusja - Sören Von Malmborg - mastering - Nico Elgstrand - inżynieria dźwięku, miksowanie, produkcja muzyczna - Craig Rogers - oprawa graficzna |

## Wydania
| Rok  | Nr katalogowy | Format | Wytwórnia      | Region  |
| ---- | ------------- | ------ | -------------- | ------- |
| 2008 | RR 118        | CD     | Regain Records | Szwecja |
| 2008 | REG-CD-1019   | CD     | Regain Records | Szwecja |